# Montferland (heuvel)
De heuvel Montferland is onderdeel van het gelijknamige bosgebied Montferland in het oostelijk deel van Gelderland. De heuvel ligt ten zuidwesten van Zeddam en ten noordwesten van 's-Heerenberg en heeft een hoogte van 66,8 meter boven NAP. De heuvel Montferland is niet de hoogste heuvel in het gebied, de Hettenheuvel nabij Braamt meet 91,6 m.

## Motte Montferland
Op de top van heuvel Montferland bevindt zich de grootste motteheuvel van Nederland. De motte is rond het jaar 1000 opgeworpen. Van de 12 tot 17 meter hoge motteheuvel is ten minste de laatste 7 meter kunstmatig opgehoogd. 

In 1960 werd de herberg op Montferland uitgebreid tot een hotel. Dit gaf Jaap Renaud de mogelijkheid een onderzoek op de motte in te stellen. De meest opvallende vondst was het fundament van een tufstenen toren met een omvang van zestien bij zestien meter met zeer dikke muren. Het plateau meet 60 bij 90 meter. De basis van de motte meet 135 bij 150 meter en is omgeven door een droge gracht en een dubbele aarden wal. Op het plateau zijn resten gevonden van 5,5 meter dikke muren van een mogelijk nooit voltooide tufstenen toren. Wellicht was dit de motte van het voormalige Kasteel Upladen.
De motte is een rijksarcheologisch monument. Om verval van het monument tegen te gaan is de motte in 2015 verstevigd en kreeg hij in 2016 een opknapbeurt. Dode en door schimmel aangetaste bomen werden verwijderd en de afwatering werd aangepast.
Op de motte bevindt zich een hotel-restaurant met enkele bijgebouwen. De heuvel is bereikbaar via een bosweg vanaf de doorgaande weg tussen Zeddam en Beek.

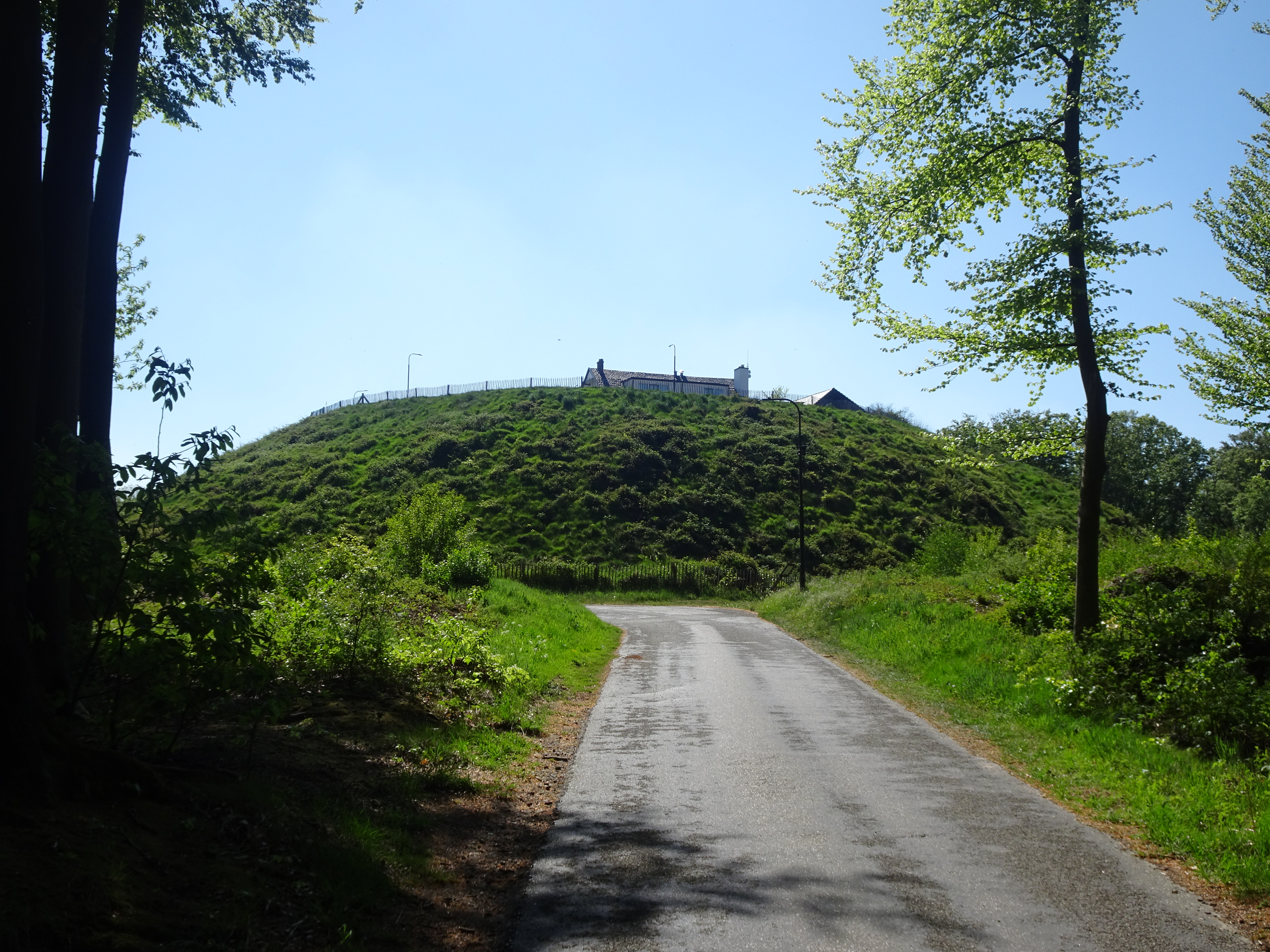
oprijlaan
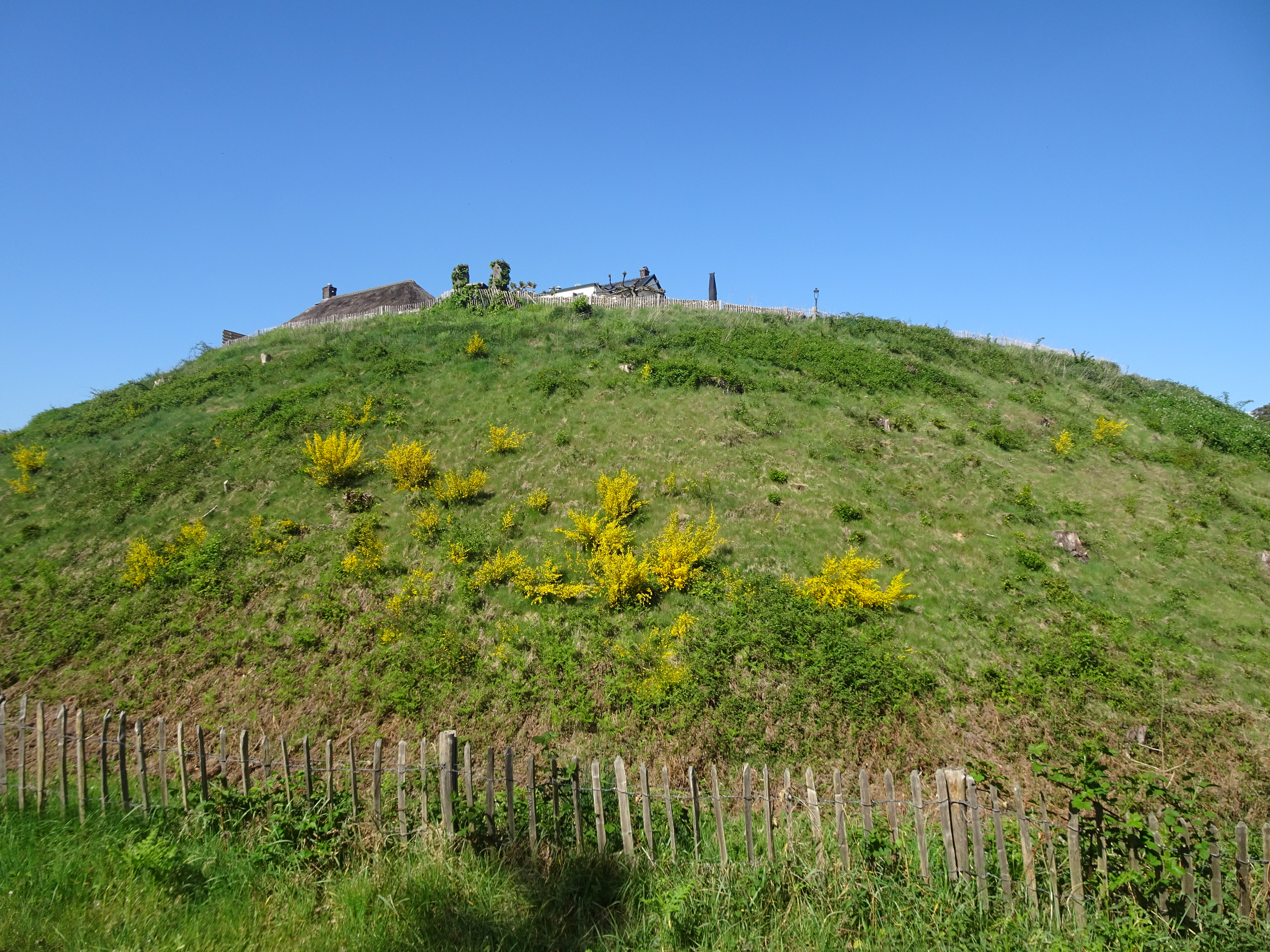
motteheuvel
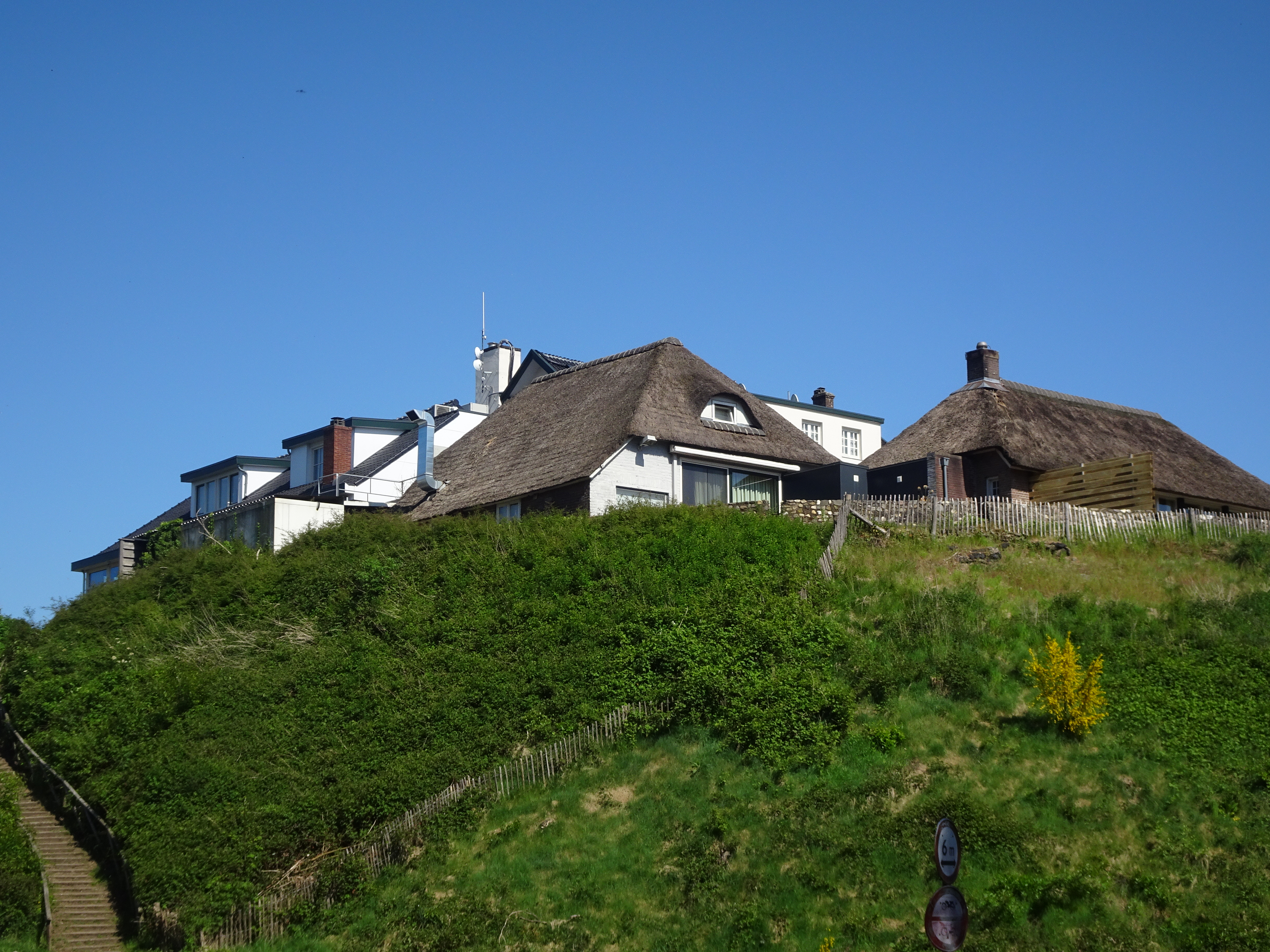
restaurant